# James Best
Pour les articles homonymes, voir Best.
James Best, né Jules Franklin Guy le 26 juillet 1926 à Powderly dans le Kentucky et mort le 6 avril 2015 à Hickory en Caroline du Nord, est un acteur américain.
Il est notamment connu pour son rôle du shérif Rosco P. Coltrane dans la série Shérif, fais-moi peur (The Dukes of Hazzard) mais il a également joué dans des centaines d'épisodes de séries, notamment des westerns.

## Filmographie partielle

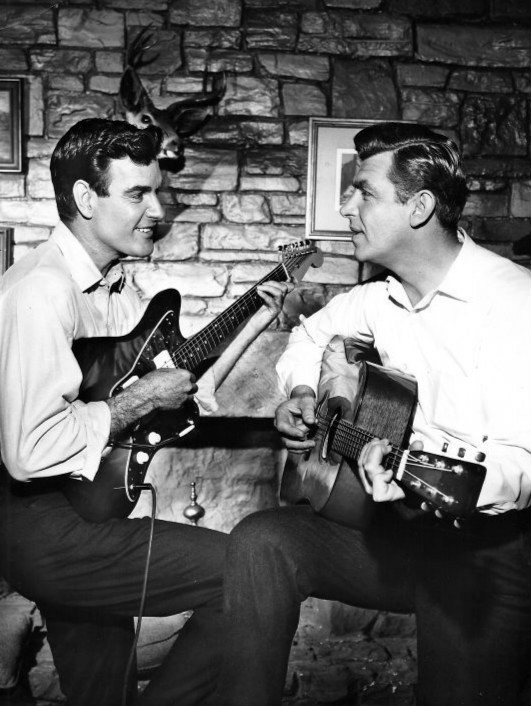
James Best et Andy Griffith dans The Andy Griffith Show sur CBS (1961).

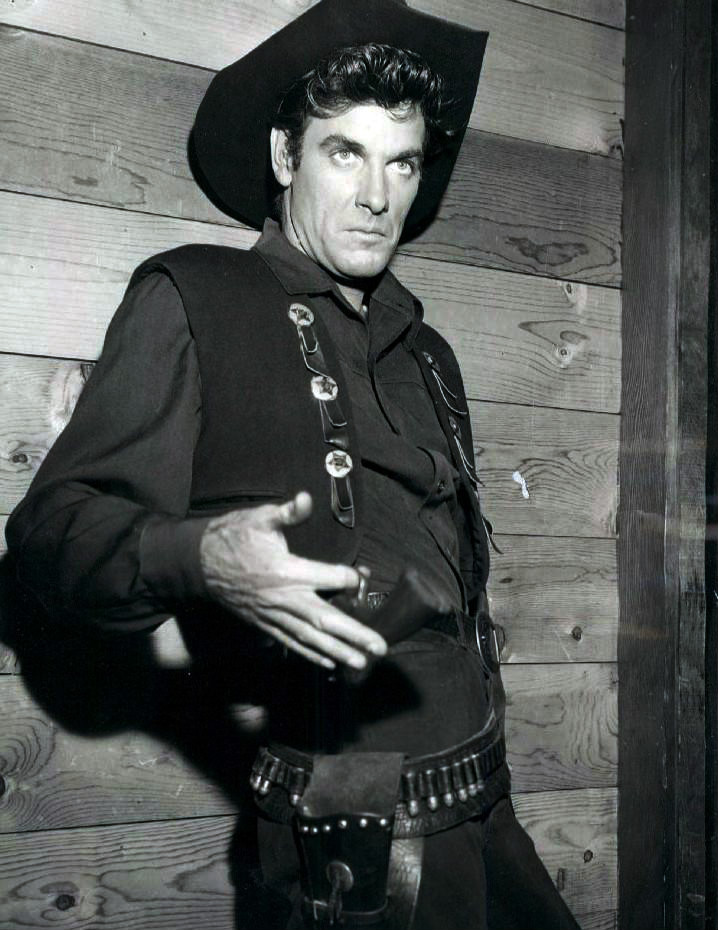
James Best en guest star deux fois dans la série télévisée western Frontier de la NBC en 1955.

### Cinéma
- 1950 : Sur le territoire des Comanches (Comanche Territory) de George Sherman
- 1951 : Quand les tambours s'arrêteront (Apache Drums) de Hugo Fregonese
- 1952 : À feu et à sang (The Cimarron Kid) de Budd Boetticher
- 1952 : About Face de Roy Del Ruth
- 1953 : L'Expédition du Fort King (Seminole) de Budd Boetticher
- 1955 : Sept Hommes en colère (Seven Angry Men)
- 1956 : Gaby de Curtis Bernhardt : Jim
- 1956 : Celui qu'on n'attendait plus (Come Next Spring) de R. G. Springsteen
- 1958 : Le Gaucher (The Left Handed Gun) d'Arthur Penn
- 1958 : Le Desperado des plaines (Cole Younger, Gunfighter) de R.G. Springsteen
- 1958 : Les Nus et les Morts (The Naked and the Dead) de Raoul Walsh
- 1959 : Ordres secrets aux espions nazis (Verboten!) de Samuel Fuller
- 1959 : The Killer Shrews de Ray Kellogg
- 1959 : La Chevauchée de la vengeance (Ride Lonesome) de Budd Boetticher
- 1962 : La Bagarre de la dernière chance (Black Gold) de Leslie H. Martinson
- 1963 : Shock Corridor de Samuel Fuller
- 1964 : Feu sans sommation (The Quick Gun) de Sidney Salkow
- 1965 : Les Prairies de l'honneur (Shenandoah) d'Andrew V. McLaglen
- 1966 : 3 sur un sofa (Three on a Couch) de et avec Jerry Lewis et Janet Leigh
- 1967 : Chef de patrouille (First to Fight) de Christian Nyby
- 1968 : Les Cinq Hors-la-loi de Vincent McEveety
- 1977 : Légitime violence (Rolling Thunder) de John Flynn
- 1998 : Death Mask de Steve Latshaw
- 2000 : Les Duke à Hollywood de Bradford May (it)
- 2006 : Once Not Far from Home de Ben Van Hook

### Télévision
- 1958-1959 : Au nom de la loi (Wanted Dead or Alive) (série TV) 
  - Saison 1, épisode 13 : Stoner
  - Saison 1, épisode 19 : Luke Perry

- 1961 : La Quatrième Dimension : épisode Vengeance d'outre tombe ( Saison 3, épisode 7 ) : Johnny Rob
- 1962 : La Quatrième Dimension : épisode Les Funérailles de Jeff Myrtlebank (saison 3, épisode 23) : Jeff Myrtlebank
- 1963 : La Quatrième Dimension : épisode Jess-Belle (saison 4, épisode 7) : Billy-Ben
- 1979 - 1985 : Shérif, fais-moi peur : le shérif Rosco P. Coltrane
- 2013 : Un amour de pâtisserie (The Sweeter Side of Life) : Paddy Kerrigan

## Publication
- James Best avec Jim Clark, Best in Hollywood: The Good, The Bad, And The Beautiful, autobiographie, BearManor Media, 324 p., 2009  (ISBN 1-59393-460-2)[2]